# Jean-Pierre Voutaz
Jean-Pierre Voutaz, né en 1973, est un prêtre catholique suisse membre des Chanoines réguliers du Grand-Saint-Bernard. Il devient le prévôt de cette congrégation en 2023.

## Biographie

### Formation
Jean-Pierre Voutaz est né en 1973. Il effectue une maturité scientifique au collège de l'abbaye de Saint-Maurice.

### Vie religieuse
Il entre comme novice au sein de la congrégation des chanoines réguliers du Grand-Saint-Bernard et y prononce ses vœux religieux en 1995. Il obtient ensuite une licence de théologie à l'université de Fribourg. En 2001, il est ordonné prêtre. En 2007, il est nommé prieur régional de l'hospice du Simplon. Il est également archiviste de la congrégation,,, avec une formation auprès des archives apostoliques du Vatican, et publie dans ce cadre deux ouvrages au sujet de l'histoire de la congrégation. Découvrir le Grand-Saint-Bernard, co-écrit avec le journaliste et responsable du Musée de l’Hospice Pierre Rouyer et publié en 2013, est qualifié par la rédaction du Nouvelliste de « livre de référence racontant le Grand-Saint-Bernard dans son actualité et dans ce qui s’y vit aujourd’hui, tout en s’appuyant sur l’histoire millénaire de l’hospice et de la congrégation ».

### Prévôt du Grand-Saint-Bernard
Le 19 avril 2023, lors du chapitre de sa congrégation qui se tient à Martigny en présence d'une trentaine de membres, Jean-Pierre Voutaz est élu prévôt et entre en fonction à cette même date. Il prend la suite de Jean-Michel Girard, atteint par la limite d'âge. Il devrait rester en fonction jusqu'à l'âge de 70 ans.
Il reçoit la bénédiction abbatiale le 3 juin 2023 des mains de Jean-Marie Lovey.

## Publications
- Jean-Pierre Voutaz, "Recherche la paix et poursuis-la" (Ps 34,15) : une étude de la congrégation des chanoines du Grand-Saint-Bernard de 1752 à 1814 (Mémoire de licence), Fribourg, Faculté de Théologie de Fribourg, 2000
- Jean-Pierre Voutaz, « De savants chanoines », Mission du Grand-Saint-Bernard, Martigny, vol. année 62, no 2,‎ mai-août 2008, p. 14-19
- Chanoine Jean-Pierre Voutaz et Pierre Rouyer, Découvrir le Grand-Saint-Bernard, Les Éditions du Grand-Saint-Bernard, 2013, 200 p.
  - Cet ouvrage se veut être un « livre de référence » concernant la vie au Grand-Saint-Bernard[10].
- Chanoine Jean-Pierre Voutaz et Pierre Rouyer, Là sera ton cœur, Le trésor, l'église, la crypte de l'hospice du Grand-Saint-Bernard, Martigny, Les Éditions du Grand-Saint-Bernard, 2014, 86 p.